# Carlos Torres Gonçalves
Carlos Torres Gonçalves, (Rio Grande, 30 de junho de 1875 —  Rio de Janeiro, 19 de junho de 1974), foi um engenheiro brasileiro, responsável pela organização da colônia de Erechim. Foi um dos mais destacados apóstolo do positivismo religioso no Rio Grande do Sul.
Filho de um médio comerciante nascido em Portugal. Em 1886, com o suicídio do pai, sua mãe mudou-se com os cinco filhos para São Leopoldo, onde Carlos passou a estudar em uma escola jesuítas, o Colégio Nossa Senhora da Conceição.
Irmão de Joaquim Torres Gonçalves e Luís Torres Gonçalves, estudantes da Escola Militar do Realengo, expulsos durante a Revolução de 1893. Iniciou seus estudos de Engenharia de Minas em Ouro Preto. Em 1895 mudou-se para o Rio de Janeiro estudar engenharia civil na Escola Politécnica, ali se aproximou ao Positivismo. Formado em 3 anos, retorna ao Rio Grande do Sul e em julho de 1898 consegue uma pequena colocação na Comissão de Estudos do Rio Jacuí, chefiada por José Joaquim Felizardo Júnior. Adere a Igreja Positivista do Brasil em 1899, movimento integrado essencialmente por engenheiros e funcionários públicos estaduais.
Em 1901, era segundo Condutor da Diretoria da Viação, sendo nomeado Ajudante da de Obras Públicas, Terras e Colonização. Em 1903, foi incumbido de dirigir a construção da estrada “Júlio de Castilhos”, ligando São Sebastião do Caí aos campos de Vacaria.
Neste mesmo ano casou-se com Dagmar Flores Pereira da Cunha, filha de Edmundo Palmeiro Pereira da Cunha e Mariana Barreto Flores e neta de Luís da Silva Flores, seguindo vários preceitos positivistas. A família teve seis filhos, cuja educação era supervisionada pelo casal, ministrada por professores particulares. O estrito cumprimento dos preceitos positivistas fez com somente uma das três filhas do casal se casassem, sendo os filhos desencorajados a cursar uma universidade. A filha que se casou foi Clotilde Teresa Torres Gonçalves,  com o médico Caio Escobar, simpático ao positivismo; um filho (Jorge Torres Gonçalves) chegou a cursar uma universidade, por conta própria, quando trabalhava no Ministério do Trabalho, no Rio de Janeiro.
Em julho de 1906 foi nomeado  diretor de Terras e Colonização do governo do Rio Grande do Sul, permanecendo neste cargo até 1928. Em 1908, planejou e fundou a Colônia Erechim, atendendo aosprincípios positivistas para tornar-se modelo de colonização. O empreendimento teve rápido progresso econômico, facilitado não só pela presença de uma ferrovia, mas também pelas estradas planejadas durante a concepção da colônia e que foram construídas de acordo com os traçados previstos.

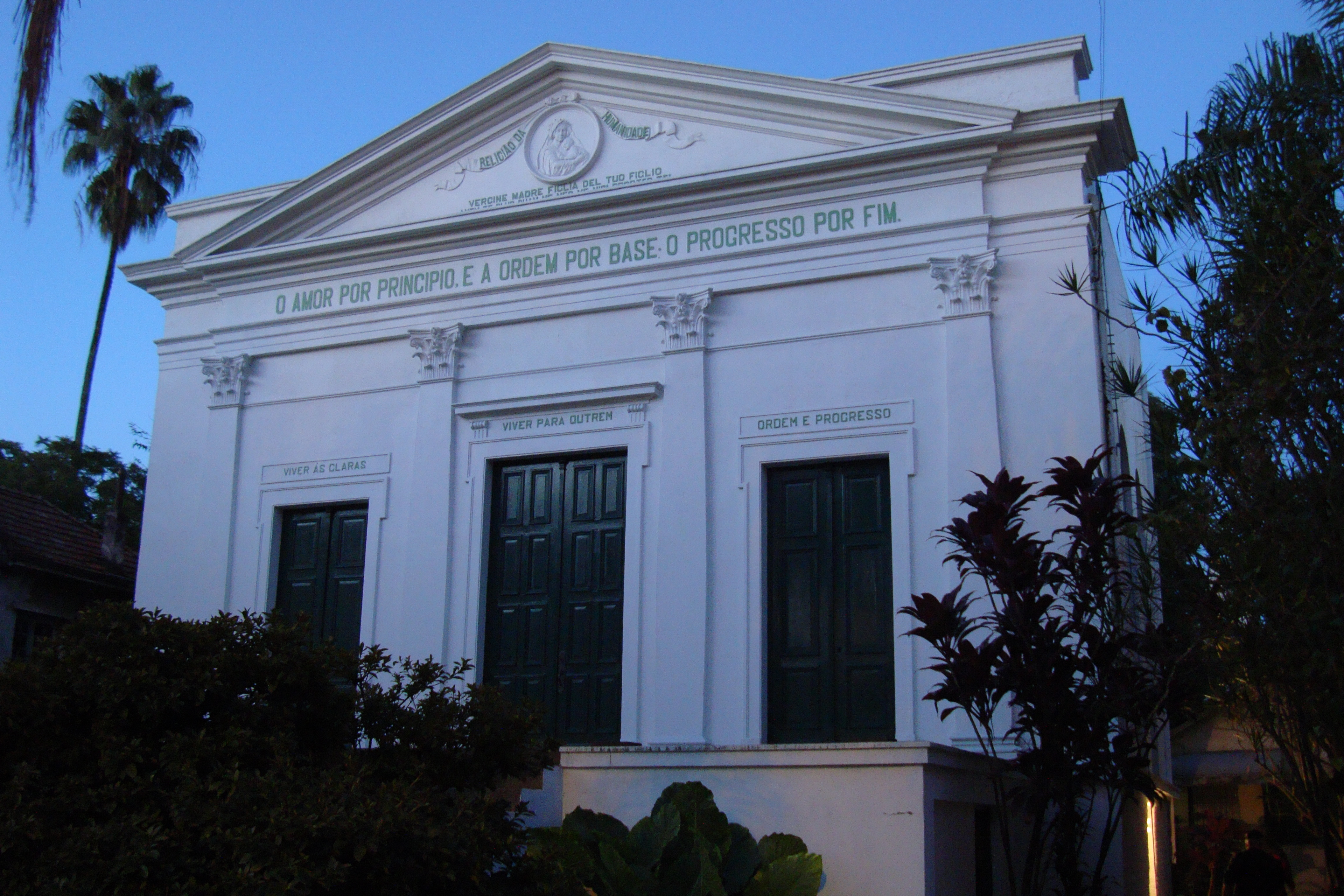
Templo Positivista de Porto Alegre

A obra que mais exigiu esforços e representa a consolidação de suas idéias e lutas para colocá-las em prática foi a elaboração e posterior aprovação de um novo regulamento de terras e colonização em 10 de agosto de 1922, substituindo o já desatualizado, de 4 de julho de 1900.
Foi responsável pelo projeto da Templo Positivista de Porto Alegre.
Em 1928 a diretoria de Terras e Colonização é extinta pelo governador Getúlio Vargas, sendo transferido para a Diretoria de Viação Fluvial. Em 1934 é aposentado por Flores da Cunha e muda-se para o Rio de Janeiro, com a esposa e a filha, onde manteve suas atividades positivistas na IPB.
Em 2001, seu filho Jorge Torres Gonçalves, era frequentador assíduo do templo positivista no Rio de Janeiro.